# Fortificações de Corumbá
As fortificações de Corumbá localizavam-se à margem direita do rio Paraguai, na atual cidade de Corumbá, estado de Mato Grosso do Sul, no Brasil.

## História

### Antecedentes
O estabelecimento português neste local remonta à transferência do Presídio de Albuquerque (Albuquerque Velho, atual Ladário) para local mais adequado, constituindo o embrião da futura vila (hoje cidade) de Corumbá (SOUZA, 1885:137).

### As trincheiras de Santa Cruz de Corumbá
No contexto da Guerra da Tríplice Aliança (1864-1870), a vila foi ocupada por tropas paraguaias (3 de janeiro de 1865), que a fortificaram com trincheiras de campanha, artilhadas com seis peças. No desenvolver do conflito foi tomada de assalto, a 13 de junho de 1867 pelo 1º Batalhão Provisório, sob o comando do major Antônio Maria Coelho, com tamanho ímpeto que pereceram todos os oficiais paraguaios, e a maioria dos soldados, dos quais vinte e sete sobreviventes foram capturados feridos. Como resultado, as forças paraguaias evacuaram São Joaquim, Pirapitangas, Urucú e Albuquerque (novo), que em conjunto integravam o Distrito Militar do Alto Paraguai (SOUZA, 1885:136). GARRIDO (1940) denomina aquelas trincheiras de campanha como Trincheiras de Santa Cruz de Corumbá (op. cit., p. 167).
Uma epidemia de bexigas (varíola) afugentou as tropas brasileiras, e Corumbá voltou a ser ocupada pelos paraguaios, de 8 de julho de 1867 a abril de 1868, quando a abandonaram definitivamente nessa fase final do conflito (SOUZA, 1885:136).

### As fortificações de Corumbá
De acordo com SOUZA (1885), findo o conflito foram planejadas novas fortificações para Corumbá pelo major Joaquim da Gama Lobo d'Eça, compostas por uma linha contínua com baluartes cobrindo a vila, com capacidade para sessenta canhoneiras, e pelo Forte do Limoeiro, abaixo da vila, à margem do rio Paraguai, cruzando fogos com o Fortim de São Francisco, o Fortim Junqueira, o Fortim Conde d'Eu, o Fortim Duque de Caxias, e o Fortim Major Gama, construídos durante as administrações do Coronel Cardoso e do Brigadeiro Hermes (SOUZA, 1885:136).
O projeto maior de reorganização defensiva da região e de suas fronteiras ficou a cargo da Comissão de Engenheiros Militares de Mato Grosso, constituída em 1871. Com relação à defesa do núcleo urbano de Corumbá, essa Comissão deliberou executar um extenso plano constituído por uma rede de fortificações estrategicamente posicionadas desde a embocadura do canal do Tamengo até Ladário.
GARRIDO (1940) afirma que essas fortificações foram concluídas em 1873 pelo Major Frota (op. cit., p. 167), e detalha:
- Forte do Limoeiro, Forte Junqueira, antigo Forte da Pólvora - localiza-se dois quilômetros do centro de Corumbá e a dois km da jusante (S) do curso do rio Paraguai, em posição dominante sobre uma escarpa calcária, dominando aquele trecho do rio. Foi erguido em 1872, com projeto do então major Joaquim da Gama Lobo D'Eça, e as obras a cargo do major Júlio Anacleto Falcão da Frota. O seu nome é uma homenagem ao então Ministro da Guerra, Dr. João José de Oliveira Junqueira, que o mandou construir. Em alvenaria de pedra argamassada, apresenta planta no formato de um polígono octogonal, com seis ângulos salientes e dois reentrantes, e seis canhoneiras. Pelo Aviso Ministerial de 7 de julho de 1884, passou a ser denominado Forte 13 de Junho, em homenagem à data da expulsão das forças paraguaias de Corumbá, durante a Guerra da Tríplice Aliança. À época do autor (1940), era a única fortificação da qual se podiam ver as muralhas (op. cit., p. 166). Atualmente é guarnecido pelo 17º Batalhão de Fronteira, responsável pela sua conservação e guarda. A sua artilharia histórica é composta por onze canhões raiados Krupp de 75 mm, fabricados entre 1872 e 1884.
- Fortim de São Francisco - erguia-se fronteiro à Igreja de Nossa Senhora da Candelária, antiga Matriz de Corumbá, entre o Fortim de Santo Antônio e o Fortim Duque de Caxias. Apresentava planta no formato de um polígono octogonal, sendo acessado por uma rampa. Abandonado, à época do autor (1940), as suas ruínas já teriam desaparecido (op. cit., p. 165).
- Fortim Conde d'Eu - compreendia dois lotes de terreno sobre a rua América, dois na rua Ladário e um na junção das duas. Cruzava fogos com o Fortim Duque de Caxias, e, citando informação de Pereira Ferraz, suas obras não teriam sido concluídas (op. cit., p. 165).
- Fortim Duque de Caxias - erguido a leste de Corumbá, visando a defesa da povoação a montante (N) do rio Paraguai. Iniciado ainda durante a Guerra da Tríplice Aliança, apresentava planta em forma de polígono irregular, tendo ruído pouco depois (op. cit., p. 165).
- Fortim Major Gama - localizado ao sul de Corumbá, as suas obras não foram concluídas (op. cit., p. 166).
- Fortim de Santo Antônio - a jusante (S) do curso do rio Paraguai. Apresentava planta com formato poligonal irregular, com plataforma e canhoneiras para artilharia à barbeta. Abandonado, encontrava-se à época (1940), em ruínas (op. cit., p. 166).